# Jean-Philippe Belloc
Pour les articles homonymes, voir Belloc (homonymie).

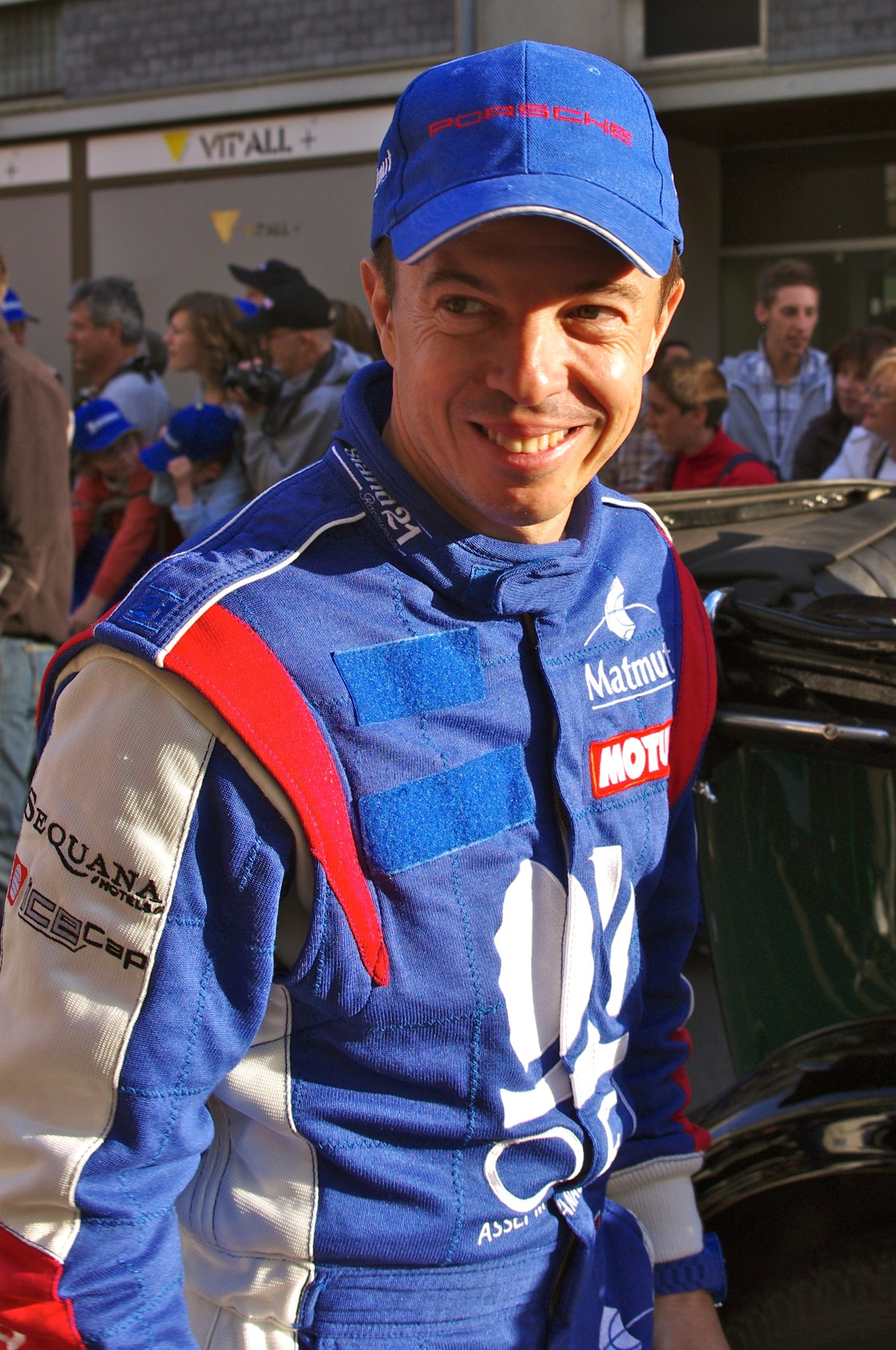
Jean-Philippe Belloc lors de la parade des pilotes des 24 Heures du Mans 2011.

Jean-Philippe Belloc, né le 24 avril 1970 à Montauban, est un pilote automobile français. Il a remporté le Championnat de France de Formule Renault en 1992, le Championnat de France de Formule 3 en 1994 et le Championnat FIA GT 2001, dont la fameuse course des 24 heures de Spa-Francorchamps. 

## Biographie
En 1999, il remporte les manches d'Hockenheim, de Budapest et de Watkins Glen en championnat FIA GT.
En 2008 et 2009, il dispute le championnat d'Europe de courses de camions avec l'équipe de Lutz Bernau, terminant cinquième au général pour sa seconde saison.
Il s'engage en 2012 dans le Championnat du monde d'endurance FIA au sein de l'écurie Larbre Compétition au volant d'une Chevrolet Corvette C6.R GT2.
En 2013, il participe au championnat VdeV au sein de l'écurie IMSA Performance , au volant d'une Porsche 911 GT3 R (997), qu'il remporte brillamment .
Retour sur la scène européenne en 2014, avec une participation à l'European Le Mans Series sur une Ferrari de Soffrev ASP.
2015 est l'année du GT Tour auquel il participe sur une Ferrari 458 italia GT3 de AKKA ASP.
Pour la dixième fois, il participe au 24 Heures du Mans en juin 2016, sur une Chevrolet Corvette C7.R de l’écurie française Larbre Compétition.

## Palmarès
- Champion de France de Formule Renault en 1992
- Champion de France de Formule 3 en 1994
- Vainqueur des 3 Heures de Watkins Glen en 1999
- Champion FIA GT en 2001
- Vainqueur des 24 Heures de Spa en 2001
- Vainqueur de la catégorie LMP2 des 1 000 km d'Istanbul dans le championnat Le Mans Series 2006
- Vainqueur du Roscar 360 en 2022